# Армяно-сербские отношения
Армяно-сербские отношения — двусторонние отношения между Арменией и Сербией. Дипломатические отношения между Арменией и Союзной Республикой Югославия были установлены 14 января 1993 года; Сербия является правопреемницей этой страны. Обе страны представлены через свои посольства в Афинах, Греция, и обе учредили почётные консульства, которые служат единственными дипломатическими представителями между двумя странами.
У Армении есть спор с Азербайджаном по Нагорному Карабаху, в котором Сербия поддерживает Азербайджан путем поддержки ВС Азербайджана.Минской группы ОБСЕ. Сербия ведет спор с Косово по поводу признания своего суверенного государства, где заявленная позиция Армении заключается в непризнании независимости Косово. Обе страны являются членами Организации Объединенных Наций, Совета Европы, Организации по безопасности и сотрудничеству в Европе, НАТО Партнерства ради мира, Международного валютного фонда и Международного банка реконструкции и развития.
Армения является членом ЕАЭС, в то время как Сербия входит в зону свободной торговли ЕАЭС.

## Геноцид армян
Поскольку и сербы, и армяне являются христианами, геноцид армян широко известен среди сербов. Геноцид изучается, и был выдвинут ряд предложений по поводу геноцида. Однако правительство Сербии ещё не признало геноцид из-за зависимости от инвестиций Турции в развитие страны и отклонило законопроект о признании, придерживаясь прагматического подхода.
Хотя Сербия ещё не признала Геноцид армян, многие члены правительства Сербии почтили память жертв Геноцида армян. Президент Сербии Томислав Николич призвал признать геноцид. Признание Геноцида армян неофициально часто называют экзотическим братством, поскольку сербы считают армян своими братьями и сёстрами.

## Представление
Дипломатические отношения между Арменией и Сербией были установлены 14 января 1993 года. Ни у одной из стран нет постоянного посла. 
В 2004 году Армения отправила военное подразделение в состав сил KFOR.
В 2014 году министр иностранных дел Армении Эдвард Налбандян и министр иностранных дел Сербии Ивица Дачич объявили, что Сербия откроет посольство в Ереване. Посольства Армении и Сербии в Афинах, Греции отвечают за отношения между двумя странами. Посольство Армении возглавляет Гагик Галачян, который вручил свои верительные грамоты президенту Борису Тадичу 17 февраля 2011 года, а посольство Сербии возглавляет Драган Чупанжевац, который вручил верительные грамоты президенту Армении Сержу Саргсяну 27 июля 2009 года. 25 января 2007 года Сербия назвала Бабкена Симоняна своим почетным консулом в Армении, а Армения назначила Предрага Томича своим почетным консулом в Сербии.

## Визовый режим
В октябре 2014 года министр иностранных дел Армении Эдвард Налбандян и министр иностранных дел Сербии Ивица Дачич объявили об инициативе по отмене виз для всех граждан Армении и Сербии. В феврале 2015 года правительство Армении поддержало подписание соглашения с Сербией об отмене въездных виз для лиц с недипломатическими паспортами. Правительство Армении обосновало свое решение тем, что «после подписания соглашения об упрощении визового режима с Европейским Союзом отмена визового режима между Арменией и Сербией может стать дополнительным импульсом для развития отношений между двумя странами». В правительстве заявили, что «соглашение направлено на укрепление экономических, гуманитарных и культурных связей между двумя странами, а также на развитие туризма».